# André Richer (basquetebolista)
André Richer foi um jogador de basquetebol brasileiro.
Atleta do Fluminense, ele fez parte da Seleção Brasileira que conquistou a medalha de ouro nos Jogos Olímpicos Latino-Americanos, em 1922.